# Muerte de Mary Jane Barker
El 25 de febrero de 1957, Mary Jane Barker, una niña estadounidense de 4 años de Bellmawr, Nueva Jersey (al sureste de Filadelfia), Estados Unidos, desapareció junto con el perro de su compañera de juegos. Después de una extensa búsqueda por la ciudad, bautizada por la prensa como «la búsqueda más grande en el sur de Jersey», su cuerpo fue descubierto por su compañera de juegos en el armario de una casa vacía cerca de su casa el 3 de marzo. El perro salió del armario, aparentemente ileso.
A pesar de la sospecha inicial de juego sucio, la muerte se consideró un accidente; un caso de inanición y exposición al ser Barker incapaz de salir del armario. Los detectives concluyeron que Barker murió el 28 de febrero, tres días después de su desaparición. Como resultado, el alcalde ordenó que las puertas de armario se pudieran abrir más fácilmente. La información que rodeó el caso Barker conduciría a la primera llamada sobre El niño en la caja.

## Nacimiento y familia
Mary Jane Barker nació en Bellmawr, Nueva Jersey, Estados Unidos, el 28 de febrero de 1953, del señor Frank Barker y señora. Tenía dos hermanos mayores: Carol Ann, de 8 años; y Frank Jr., de 6.

## Desaparición
Barker desapareció junto con un cachorro de spaniel de cuatro meses a las 10:30 a. m. del lunes, 25 de febrero de 1957, en Bellmawr. Fue vista por última vez jugando en un patio cercano, yendo a reunirse con su amiga y vecina, Maria Freitta, de 6 años y dueña del perro. La policía fue notificada a la 13:30 p. m. Se temía un secuestro, y al día siguiente se encontraron huellas a lo largo de una corriente cercana que parecían de un hombre, un niño, y un perro. La policía declaró que las pequeñas huellas en el barro coincidían con la talla de zapato de Barker.

### Búsqueda
Su desaparición «desencadenó una búsqueda intensiva de un secuestrador o asesino» según The Philadelphia Inquirer. Fue llamada «la búsqueda más grande en Jersey del sur». Centenares de voluntarios y policías buscaron por la ciudad. En la primera noche más de 200 civiles buscaron palmo a palmo. Finalmente unas mil personas estuvieron implicadas. Su cuarto cumpleaños llegó y pasó sin rastro de ella.
El miércoles 27 de febrero, los padres hicieron una apelación en televisión a cualquiera quienes pudieran haber secuestrado a su hija, pidiéndoles "dejar a la niña en la iglesia más cercana». Vern Lovering, un lijador de pisos de 43 años y abusador de menores convicto, había sido interrogado, y dijo que había estado cerca de la casa de Barker. El jueves 28 de febrero, la Agencia Federal de Investigación (FBI) empezó su propia búsqueda, y al día siguiente interrogó otra vez a Lovering después de que la policía recibiera una llamada de teléfono reclamando $500 por el rescate. La policía hizo una petición pública al supuesto secuestrador de «no actuar con prisa o hacer daño a la niña».
El dolor de la familia Barker fue especialmente agudo el 28 de febrero y 1 de marzo, pues eran los cumpleaños de Barker y su padre, y habían planeado festejar una celebración conjunta en la semana. La policía declaró que trabajaban en varias pistas, pero no tenían novedades. El sábado, 2 de marzo, el FBI fue oficialmente llamado para cumplir las disposiciones del Acta de Secuestro Federal. Varios vertederos cercanos fueron rastreados en vano.

## Descubrimiento del cuerpo
El domingo, 3 de marzo, Maria Freitta, la dueña del perro y compañera de juegos de Barker, fue con su madre a la casa vacía de un rancho construido recientemente próximo a su casa. Era el 433 2.º Avenue, propiedad de sus tíos, el Señor Pat Vecchia y señora. Maria se dirigió a abrir la puerta del armario del dormitorio, y su perro desaparecido saltó fuera y brincó alegremente sobre ella. En el armario también estaba Barker, muerta, en una posición sentada, la capucha de su abrigo azul cubriendo parcialmente su cabello rubio. Fue encontrada con la misma ropa que llevaba cuando desapareció. La capucha estaba un poco raspada. El jefe de policía Edward Garrity declaró que creía que Barker había sido colocada en el armario recientemente porque el cachorro había sido alimentado hacía poco, y no había deposiciones de la mascota en el armario a pesar de que el perro no estaba aún entrenado.
Durante búsquedas anteriores, incluyendo la visita de un reparador, ningún perro fue oído. En la casa se había buscado tres veces antes, pero en el armario del dormitorio donde su cuerpo fue encontrado no se miró. El reverendo Harry McIntyre buscó en los armarios de las habitaciones el 26 de febrero, pero no se le ocurrió mirar en el armario del dormitorio delantero. «Me concentré en el sótano, creyendo que la niña podría haber caído por la escalera», dijo. Un bombero voluntario, John Reeves, también buscó en el dormitorio del primer piso, pero no en el armario. Barker podría estar demasiado asustada para gritar. A pesar de que la puerta no estaba bloqueada, un sistema interior aparentemente dificultaría abrir a un niño pequeño. La puerta tenía un pomo por el exterior, pero solo un pequeño pestillo de giro en el interior.

## Autopsia
El 4 de marzo, la autopsia indicó que Barker no había comido nada desde el chocolate con leche que desayunó antes de su desaparición. No había ninguna indicación de juego sucio; ninguna señal de violencia o abuso sexual. Se descubrió que debió haber permanecido viva en el armario durante tres días sin alimento o bebida. Una inspección del armario mostró marcas de su intento de escapar.
Se descubrió que el perro estuvo con ella todo el tiempo. El perro estaba «vivo y juguetón», lo que llevó a que inicialmente los detectives pensaran que había pasado poco tiempo en el armario. El perro fue primero llevado a un veterinario local para su examen, pero concluyeron que era posible que el perro tuviera que ser sacrificado para analizar los contenidos de su estómago. El doctor Robert Sauer, el veterinario, declaró que la supervivencia del perro durante varios días era compatible con la resistencia del animal pero el 4 de marzo, el perro era sacrificado por veterinarios de la Universidad de Pensilvania para examinar los contenidos de su estómago, y establecer por qué el perro sobrevivió a Barker. Los detectives quisieron saber si el perro no tenía alimento o agua desde la desaparición de Barker.
El forense del Condado de Camden, Robert J. Blake dictaminó que su muerte fue accidental; un caso de inanición y exposición. Un portavoz del forense dijo que Barker quedó atrapada en el armario, y murió de miedo e inanición. Debido a un agujero en el armario, no pudo haberse asfixiado.

## Consecuencias
El 7 de marzo, el alcalde Cornelius Devennel ordenó que todas las puertas de armario fueran equipadas con perillas especiales para que pudieran abrirse fácilmente por ambos lados, interior y exterior. Esta orden se hizo obligatoria para todas las construcciones de casas nuevas o reconstrucciones. Una ceremonia en su memoria fue celebrada en la iglesia de San Francisco de Sales el mismo día. El 20 de marzo, la emisora radiofónica WPEN regaló a Freitta un nuevo cachorro, un setter inglés.

### El Niño en la caja
La información de los medios que rodeó el caso Barker condujo a la primera llamada sobre El niño en la caja. Frank Guthrum, que descubrió el cuerpo, había decidido no llamar a la policía hasta que escuchó informes sobre Barker en la radio de su automóvil.